# 东蛸
东蛸（学名：Octopus berenice）为蛸科蛸属的动物。分布于日本群岛南部、马来群岛海域，包括东海、南海等海域，生活环境为海水，常栖息于潮间带岛屿周围的岩礁间以及砂泥底的浅海或浅海海底。其生存的海拔范围为-60至-50米。